# Campeonato Mundial de Rugby M19 División B de 1984
El Campeonato Mundial de Rugby M19 División B de 1984 se disputó en Polonia y fue la quinta edición del torneo en categoría M19.

## Equipos participantes
- Selección juvenil de rugby de Bélgica
- Selección juvenil de rugby de Checoslovaquia
- Selección juvenil de rugby de Polonia
- Selección juvenil de rugby de Rumania
- Selección juvenil de rugby de Suecia
- Selección juvenil de rugby de Suiza
- Selección juvenil de rugby de Unión Soviética
- Selección juvenil de rugby de Yugoslavia

## Posiciones finales
| Pos | Equipo          |
| --- | --------------- |
|     | Unión Soviética |
|     | Rumania         |
|     | Checoslovaquia  |
| 4   | Yugoslavia      |
| 5   | Bélgica         |
| 6   | Suecia          |
| 7   | Polonia         |
| 8   | Suiza           |

### Campeón
| Bandera de la Unión Soviética |
| Campeón Unión Soviética       |
| Primer título                 |